# Liga Nacional de Baloncesto Femenino 2017
La temporada 2017 de la Liga Nacional de Baloncesto Femenino es la segunda temporada de la historia de la competición dominicana de baloncesto a nivel femenino. La temporada regular comenzó el 11 de mayo de 2017 y finalizó el 30 de mayo de 2017. Los Playoffs iniciaron el 1 de junio de 2017 y terminaron el 11 de junio de 2017, cuando las Olímpicas de La Vega se coronaron por segundo año consecutivo al derrotar al Club Mauricio Báez 3-0 en la serie final.

## Temporada regular
La temporada regular comenzó el jueves 11 de mayo de 2017 con una triple jornada inaugural. A primera hora en el Polideportivo San Carlos, el Club Mauricio Báez se enfrentaron a las Reinas del Este , a segunda hora, el Club Calero de Villa Duarte se enfrentaron a las Indias del Sur y a tercera hora, las Águilas de Guachupita se enfrentaron a las Olímpicas de La Vega. La temporada regular, finalizó el martes 30 de mayo de 2017.

### Clasificaciones
| #      |                        |    |   |   |      |      |      |     |
| Equipo | PJ                     | G  | P | % | Dif. | Casa | Ruta |     |
| 1      | Olímpicas de La Vega   | 10 | 7 | 3 | .700 | -    | 5-0  | 2-3 |
| 2      | Club Mauricio Báez     | 10 | 7 | 3 | .700 | -    | 5-0  | 2-3 |
| 3      | Reinas del Este        | 10 | 6 | 4 | .600 | 1    | 5-0  | 1-4 |
| 4      | Calero de Villa Duarte | 10 | 6 | 4 | .600 | 1    | 4-1  | 2-3 |
| 5      | Indias del Sur         | 10 | 3 | 7 | .300 | 4    | 1-4  | 2-3 |
| 6      | Águilas de Guachupita  | 10 | 1 | 9 | .100 | 6    | 1-4  | 0-5 |

|  | Clasificados a los Playoffs |

## Playoffs
|  | Semifinales | Semifinales            | Semifinales |                    |   | Finales              | Finales    | Finales    |  |
|  | Mejor de 3  | Mejor de 3             | Mejor de 3  |                    |   | Mejor de 5           | Mejor de 5 | Mejor de 5 |  |
|  |             |                        |             |                    |   |                      |            |            |  |
|  |             |                        |             |                    |   |                      |            |            |  |
|  | 1           | Olímpicas de La Vega   | 2           |                    |   |                      |            |            |  |
|  | 1           | Olímpicas de La Vega   | 2           |                    |   |                      |            |            |  |
|  | 4           | Calero de Villa Duarte | 1           |                    |   |                      |            |            |  |
|  | 4           | Calero de Villa Duarte | 1           |                    | 1 | Olímpicas de La Vega | 3          |            |  |
|  |             |                        |             |                    | 1 | Olímpicas de La Vega | 3          |            |  |
|  |             |                        | 2           | Club Mauricio Báez | 0 |                      |            |            |  |
|  | 2           | Club Mauricio Báez     | 2           | Club Mauricio Báez | 0 | 2                    |            |            |  |
|  | 2           | Club Mauricio Báez     |             |                    |   | 2                    |            |            |  |
|  | 3           | Reinas del Este        | 1           |                    |   |                      |            |            |  |
|  | 3           | Reinas del Este        | 1           |                    |   |                      |            |            |  |
|  |             |                        |             |                    |   |                      |            |            |  |

### Semifinales
Los horarios corresponden al huso horario de la República Dominicana, UTC-4.

#### (1) Olímpicas de La Vega vs. (4) Calero de Villa Duarte
| 1 de junio de 2017, 8:00 p. m. | Olímpicas de La Vega                                  | 92–85   | Calero de Villa Duarte                                               |                                                                                   |  |  |
|                                | Parciales: 22 - 23, 15 - 18, 23 - 20, 32 - 24         |         |                                                                      |                                                                                   |  |  |
|                                | Estadísticas Anisleidy Galindo 22 Anisleidy Galindo 9 | Pts Reb | Estadísticas 38 Andreína Paniagua 8 Yuniesky Bouly 6 Charlenny Frías | Pabellón: Palacio de los Deportes Fernando Teruel, Concepción de La Vega, La Vega |  |  |
| Olímpicas lidera 1-0           |                                                       |         |                                                                      |                                                                                   |  |  |
|                                |                                                       |         |                                                                      |                                                                                   |  |  |

| 3 de junio de 2017, 5:30 p. m. | Calero de Villa Duarte                                  | 71–64   | Olímpicas de La Vega                                         |                                                                   |  |  |
|                                | Parciales: 11 - 25, 28 - 8, 10 - 18, 22 - 13            |         |                                                              |                                                                   |  |  |
|                                | Estadísticas A. Paniagua, Y. Bouly 22 Yuniesky Bouly 12 | Pts Reb | Estadísticas 17 A. Galindo, J. Estrella 14 Anisleidy Galindo | Pabellón: Polideportivo Calero, Santo Domingo Este, Santo Domingo |  |  |
| Serie empatada 1-1             |                                                         |         |                                                              |                                                                   |  |  |
|                                |                                                         |         |                                                              |                                                                   |  |  |

| 4 de junio de 2017, 1:00 p. m. | Olímpicas de La Vega                                                   | 93–87        | Calero de Villa Duarte                                                  |                                                                                   |  |  |
|                                | Parciales: 23 - 20, 17 - 19, 20 - 21, 33 - 27                          |              |                                                                         |                                                                                   |  |  |
|                                | Estadísticas Anisleidy Galindo 22 Anisleidy Galindo 11 Mari Coronado 5 | Pts Reb Asts | Estadísticas 32 Carmen Guzmán 10 Gioselis Reinoso 3 C. Guzmán, C. Frías | Pabellón: Palacio de los Deportes Fernando Teruel, Concepción de La Vega, La Vega |  |  |
| Olímpicas ganan la serie 2-1   |                                                                        |              |                                                                         |                                                                                   |  |  |
|                                |                                                                        |              |                                                                         |                                                                                   |  |  |

#### (2) Club Mauricio Báez vs. (3) Reinas del Este
| 1 de junio de 2017, 8:00 p. m. | Club Mauricio Báez                                                            | 87–94        | Reinas del Este                                                          |                                                                         |  |  |
|                                | Parciales: 16 - 19, 21 - 14, 20 - 24, 16 - 16 (T.E.: 14 - 21)                 |              |                                                                          |                                                                         |  |  |
|                                | Estadísticas F. Marte, J. Martínez 20 Esmery Martínez 20 Jennifer Martínez 14 | Pts Reb Asts | Estadísticas 25 Génesis Evangelista 18 Flor Jones 10 Génesis Evangelista | Pabellón: Polideportivo Mauricio Báez, Santo Domingo, Distrito Nacional |  |  |
| Reinas lidera 1-0              |                                                                               |              |                                                                          |                                                                         |  |  |
|                                |                                                                               |              |                                                                          |                                                                         |  |  |

| 3 de junio de 2017, 6:00 p. m. | Reinas del Este | 64–99 | Club Mauricio Báez |                                                                        |  |  |
|                                |                 |       |                    |                                                                        |  |  |
|                                |                 |       |                    | Pabellón: Polideportivo Héctor Monegro, Hato Mayor del Rey, Hato Mayor |  |  |
| Serie empatada 1-1             |                 |       |                    |                                                                        |  |  |
|                                |                 |       |                    |                                                                        |  |  |

| 4 de junio de 2017, 2:00 p. m.  | Club Mauricio Báez                            | 84–73 | Reinas del Este                  |                                                                         |  |  |
|                                 | Parciales: 16 - 22, 23 - 11, 23 - 21, 22 - 19 |       |                                  |                                                                         |  |  |
|                                 | Estadísticas G. Evangelista, M. Santos 19     | Pts   | Estadísticas 27 Jennifer Jiménez | Pabellón: Polideportivo Mauricio Báez, Santo Domingo, Distrito Nacional |  |  |
| Mauricio Báez gana la serie 2-1 |                                               |       |                                  |                                                                         |  |  |
|                                 |                                               |       |                                  |                                                                         |  |  |

### Finales de la liga
Los horarios corresponden al huso horario de la República Dominicana, UTC-4.

#### (1) Olímpicas de La Vega vs. (2) Club Mauricio Báez
| 7 de junio de 2017, 7:00 p. m. | Olímpicas de La Vega                                                       | 85–79        | Club Mauricio Báez                                                |                                                                                   |  |  |
|                                | Parciales: 20 - 13, 16 - 22, 23 - 24, 26 - 20                              |              |                                                                   |                                                                                   |  |  |
|                                | Estadísticas Anisleidy Galindo 24 Anisleidy Galindo 14 Anisleidy Galindo 4 | Pts Reb Asts | Estadísticas 23 Francis Ochoa 13 Flor Jones 7 Génesis Evangelista | Pabellón: Palacio de los Deportes Fernando Teruel, Concepción de La Vega, La Vega |  |  |
| Olímpicas lidera 1-0           |                                                                            |              |                                                                   |                                                                                   |  |  |
|                                |                                                                            |              |                                                                   |                                                                                   |  |  |

| 9 de junio de 2017, 7:00 p. m. | Club Mauricio Báez                                                      | 70–76        | Olímpicas de La Vega                                              |                                                                         |  |  |
|                                | Parciales: 10 - 15, 18 - 20, 23 - 20, 19 - 21                           |              |                                                                   |                                                                         |  |  |
|                                | Estadísticas Génesis Evangelista 19 Flor Jones 18 Génesis Evangelista 6 | Pts Reb Asts | Estadísticas 16 Mari Coronado 8 Anisleidy Galindo 3 Mari Coronado | Pabellón: Polideportivo Mauricio Báez, Santo Domingo, Distrito Nacional |  |  |
| Olímpicas lidera 2-0           |                                                                         |              |                                                                   |                                                                         |  |  |
|                                |                                                                         |              |                                                                   |                                                                         |  |  |

| 11 de junio de 2017, 1:00 p. m. | Olímpicas de La Vega                                         | 98–96   | Club Mauricio Báez                                                              |                                                                                   |  |  |
|                                 | Parciales: 21 - 22, 24 - 18, 31 - 31, 22 - 25                |         |                                                                                 |                                                                                   |  |  |
|                                 | Estadísticas A. Galindo, M. Coronado 26 Anisleidy Galindo 15 | Pts Reb | Estadísticas 25 Génesis Evangelista 8 Génesis Evangelista 7 Génesis Evangelista | Pabellón: Palacio de los Deportes Fernando Teruel, Concepción de La Vega, La Vega |  |  |
| Olímpicas ganan la serie 3-0    |                                                              |         |                                                                                 |                                                                                   |  |  |
|                                 |                                                              |         |                                                                                 |                                                                                   |  |  |

| Campeón de la Liga Nacional de Baloncesto Femenino de la República Dominicana 2017 |
| ---------------------------------------------------------------------------------- |
| Olímpicas de La Vega Segundo título                                                |

| Jugadoras Más Valiosas de las Finales                                      |
| -------------------------------------------------------------------------- |
| Anisleidy Ogando, Olímpicas de La Vega Mari Coronado, Olímpicas de La Vega |